# Liederbach (Hessen)
Liederbach is een plaats in de Duitse gemeente Alsfeld, deelstaat Hessen, en telt 560 inwoners.